# Nate Marquardt
Nathan Joel Marquardt (Lander, 20 aprile 1979) è un lottatore di arti marziali miste statunitense.
Combatte nella categoria dei pesi medi per la promozione UFC, nella quale è stato un contendente al titolo di categoria nel 2007 quando venne sconfitto dal campione Anderson Silva, e fino al 2011 è stato uno dei più forti pesi medi dell'organizzazione che però prese la decisione di allontanarlo quando venne sospeso dalla commissione della Pennsylvania per eccesso di testosterone, salvo poi reintrodurlo nel roster nel 2013 quando l'UFC acquisì la Strikeforce nella quale Marquardt lottava.
In passato è stato campione dei pesi welter Strikeforce tra il 2012 ed il 2013 e per tre volte campione dei pesi medi Pancrase tra il 2000 ed il 2005.

## Carriera nelle arti marziali miste

### Inizi e Pancrase
Marquardt inizia come professionista nel 1999 con le associazioni World Vale Tudo Federation, Rumble in the Rockies e Bas Rutten Invitational, mettendo a segno un record di 6-0 interamente realizzato con vittorie per sottomissione: viene incoronato campione della World Vale Tudo Federation, campione della Rumble in the Rockies e vince anche il campionato dei pesi leggeri Bas Rutten Invitational 4.
Successivamente passa alla nipponica Pancrase dove però il primo impatto è negativo e subisce la sua prima sconfitta da professionista contro Genki Sudo per sottomissione.
Nel frattempo combatte anche per l'associazione Ring of Fire dove diviene il campione dei pesi medi.
Si riprende bene e rimane imbattuto per ben sei incontri nel Pancrase, vincendo il titolo dei pesi medi King of Pancrase, titolo che perderà nel 2001 con la sconfitta contro Kiuma Kunioku.
Nel 2002 rivince il titolo vendicandosi su Kiuma Kunioku stesso, e riuscirà a difendere il titolo fino alla sconfitta patita contro Ricardo Almeida nel 2003.
L'anno successivo rivince per la terza volta il titolo dei pesi medi Pancrase; questa volta a farne le spese è Kazuo Misaki.

### Ultimate Fighting Championship
Nel 2005 debutta in UFC con una vittoria su Ivan Salaverry; successivamente vince altri tre incontri e nel 2007 ha l'opportunità di affrontare il campione di categoria Anderson Silva: l'incontro termina al primo round per KO tecnico,con Marquardt che non sembrava in grado di tenere il passo del brasiliano.
Nei successivi cinque incontri Marquardt mette a segno un record di 4-1 sconfiggendo avversari del calibro di Jeremy Horn, Martin Kampmann e Demian Maia e perdendo solamente contro Thales Leites per pochi punti, benché in tale incontro Marquardt si mise in cattiva luce commettendo un gran numero di scorrettezze: a quel punto viene premiato con una sfida eliminatoria per poter poi affrontare di nuovo Silva, ma fallisce l'opportunità perdendo contro Chael Sonnen.
Nel 2010 un po' a sorpresa gli viene concessa una nuova possibilità con una sfida eliminatoria contro Yushin Okami, ma viene sconfitto anche in tale incontro.
Nel 2011, consigliato dall'amico Georges St-Pierre, decise di passare ai pesi Welter e venne schedulato in un incontro con Anthony Johnson (poi rimpiazzato da Rick Story) per l'evento UFC Live: Kongo vs. Barry del 26 giugno 2011, ma l'atleta del Wyoming non ottenne il pass medico per eccesso di testosterone: Dana White lo cacciò definitivamente dall'UFC e la commissione atletica della Pennsylvania lo sospese a tempo indeterminato.
Lascia l'UFC con un record di 10-4.

### British Association of Mixed Martial Arts
Preso atto della sospensione, Marquardt decide di continuare la propria carriera spostandosi nel vecchio continente firmando con la britannica BAMMA, adducendo anche al fatto che nel Regno Unito non si conducono sanzioni governative nei confronti degli atleti di arti marziali miste.
Il debutto ufficiale doveva essere l'11 febbraio 2012 contro Yoshiyuki Yoshida in una gara per il titolo dei pesi welter BAMMA, ma l'incontro venne annullato e posticipato al 24 marzo, e successivamente Marquardt abbandonò l'organizzazione senza quindi aver mai lottato in uno dei suoi eventi.

### Strikeforce
Nel febbraio 2012 Marquardt firmò un contratto con l'organizzazione Strikeforce, nella quale venne subito inserito nella lotta per il vacante titolo dei pesi welter contro Tyron Woodley.
Nel match per la cintura Marquardt fa valere un migliore striking con ottime gomitate e scambi, riuscendo a mettere al tappeto più volte l'avversario nei primi due round, mentre patisce ben di più nel terzo; nel quarto round ha la meglio in un clinch e stende Woodley con una combinazione di gomitate e pugni, divenendo il nuovo campione dei pesi welter Strikeforce e infliggendo la prima sconfitta in carriera a Woodley.
Il 12 gennaio 2013 è protagonista dell'ultimo incontro nella storia della Strikeforce, in quanto la promozione di San Jose verrà assorbita dall'UFC: nella sua prima difesa del titolo subisce un upset clamoroso, in quanto viene sconfitto nettamente dal meno quotato striker belga Tarec Saffiedine.

### Ritorno in UFC
Nel 2013 l'UFC completò l'accorpamento della Strikeforce al suo interno di fatto dismettendo quest'ultima, e di conseguenza Marquardt fece ritorno nella più prestigiosa promozione del momento, venendo aggiunto al già folto roster dei pesi welter dell'organizzazione.
Esordì in marzo come sostituto di Johny Hendricks contro Jake Ellenberger, classificato come il contendente #6 nel ranking ufficiale UFC dei pesi welter: il ritorno fu amaro, e dopo una serie di scambi in piedi sempre nel primo round Marquardt venne steso dal rivale.
Lo stesso anno subì la sua terza sconfitta consecutiva venendo steso dall'ex campione Bellator Hector Lombard in meno di due minuti.
Nel 2014 prende la decisione di tornare a competere nei pesi medi e in giugno affronta l'ex peso mediomassimo neozelandese James Te Huna nel paese di origine di quest'ultimo: il ritorno nella vecchia categoria di peso è positivo per Marquardt che torna alla vittoria per mezzo di una sottomissione durante il primo round, ottenendo il riconoscimento Performance of the Night.
Nel gennaio 2015 viene sconfitto ai punti dal numero 15 dei ranking Brad Tavares. Mentre a maggio affrontò il giovane e talentuoso Kelvin Gastelum venendo dominato sia a terra e sia in piedi. La sconfitta arrivò tra il secondo e il terzo round, quando i secondi di Nate decisero di fermare l'incontro a causa dei troppi colpi subito nel round precedente.
A dicembre affrontò C.B. Dollaway all'ultimo evento della UFC del 2015. Nella seconda ripresa, durante un attacco molto aggressivo da parte di Dollaway, Nate andò a segno con un potente gancio destro ottenendo la vittoria per KO. Mentre a maggio del 2016 venne sconfitto per KO dal brasiliano Thiago Santos all'evento UFC 198.
Il 1º ottobre del 2016 si trovò ad affrontare Tamdan McCrory. Verso la fine della seconda ripresa, Nate andò a segno con un gancio destro strodendo vistosamente il suo avversario, poi avanzò verso di lui e con uno spledito calcio alla testa pose fine al match per KO. Con questa vittoria venne premiato con il riconoscimento Performance of the Night.

## Risultati nelle arti marziali miste
| Risultato | Record  | Avversario         | Metodo                               | Evento                                       | Data              | Round | Tempo | Città                      | Note                                                    |
| --------- | ------- | ------------------ | ------------------------------------ | -------------------------------------------- | ----------------- | ----- | ----- | -------------------------- | ------------------------------------------------------- |
| Sconfitta | 36–20–2 | Valdir Araujo      | KO Tecnico (calcio al corpo e pugni) | XMMA 3: Vice City                            | 23 ottobre 2021   | 2     | 2:45  | Miami, Stati Uniti         |                                                         |
| Vittoria  | 36–19–2 | Michael Cora       | Sottomissione (armbar)               | Titan FC 71                                  | 6 agosto 2021     | 1     | 2:39  | Miami, Stati Uniti         |                                                         |
| Sconfitta | 35–19–2 | Cezar Ferreira     | Decisione (non unanime)              | UFC Fight Night: Poirier vs. Pettis          | 11 novembre 2017  | 3     | 5:00  | Norfolk, Stati Uniti       |                                                         |
| Sconfitta | 35–18–2 | Vitor Belfort      | Decisione (unanime)                  | UFC 212                                      | 3 giugno 2017     | 3     | 5:00  | Rio de Janeiro, Brasile    |                                                         |
| Sconfitta | 35–17–2 | Sam Alvey          | Decisione (unanime)                  | UFC on Fox: Shevchenko vs. Peña              | 28 gennaio 2017   | 3     | 5:00  | Denver, Stati Uniti        |                                                         |
| Vittoria  | 35-16-2 | Tamdan McCrory     | KO (pugno e calcio alla testa)       | UFC Fight Night: Lineker vs. Dodson          | 1 ottobre 2016    | 2     | 4:44  | Portland, Stati Uniti      | Performance of the Night                                |
| Sconfitta | 34-16-2 | Thiago Santos      | KO (pugni)                           | UFC 198: Werdum vs. Miocic                   | 14 maggio 2016    | 1     | 3:39  | Curitiba, Brasile          |                                                         |
| Vittoria  | 34-15-2 | C.B. Dollaway      | KO (pugno)                           | UFC on Fox: dos Anjos vs. Cerrone 2          | 19 dicembre 2015  | 2     | 0:28  | Orlando, Stati Uniti       |                                                         |
| Sconfitta | 33-15-2 | Kelvin Gastelum    | KO Tecnico (ritiro)                  | UFC 188: Velasquez vs. Werdum                | 13 giugno 2015    | 2     | 5:00  | Città del Messico, Messico |                                                         |
| Sconfitta | 33-14-2 | Brad Tavares       | Decisione (unanime)                  | UFC 182: Jones vs. Cormier                   | 3 gennaio 2015    | 3     | 5:00  | Las Vegas, Stati Uniti     |                                                         |
| Vittoria  | 33-13-2 | James Te Huna      | Sottomissione (armbar)               | UFC Fight Night: Te Huna vs. Marquardt       | 28 giugno 2014    | 1     | 4:34  | Auckland, Nuova Zelanda    | Passa ai Pesi Medi                                      |
| Sconfitta | 32-13-2 | Hector Lombard     | KO (pugni)                           | UFC 166: Velasquez vs. dos Santos 3          | 19 ottobre 2013   | 1     | 1:48  | Houston, Stati Uniti       |                                                         |
| Sconfitta | 32-12-2 | Jake Ellenberger   | KO (pugno)                           | UFC 158: St-Pierre vs. Diaz                  | 16 marzo 2013     | 1     | 3:00  | Montréal, Canada           |                                                         |
| Sconfitta | 32-11-2 | Tarec Saffiedine   | Decisione (unanime)                  | Strikeforce: Marquardt vs. Saffiedine        | 12 gennaio 2013   | 5     | 5:00  | Oklahoma City, Stati Uniti | Perde il titolo dei Pesi Welter Strikeforce             |
| Vittoria  | 32-10-2 | Tyron Woodley      | KO (gomitate e pugni)                | Strikeforce: Rockhold vs. Kennedy            | 14 luglio 2012    | 4     | 1:39  | Portland, Stati Uniti      | Vince il titolo dei Pesi Welter Strikeforce             |
| Vittoria  | 31–10-2 | Dan Miller         | Decisione (unanime)                  | UFC 128: Shogun vs. Jones                    | 19 marzo 2011     | 3     | 5:00  | Newark, Stati Uniti        |                                                         |
| Sconfitta | 30-10–2 | Yushin Okami       | Decisione (unanime)                  | UFC 122: Marquardt vs. Okami                 | 13 novembre 2010  | 3     | 5:00  | Oberhausen, Germania       | Eliminatoria per il titolo dei Pesi Medi UFC            |
| Vittoria  | 30–9-2  | Rousimar Palhares  | KO Tecnico (pugni)                   | UFC Fight Night: Marquardt vs. Palhares      | 15 settembre 2010 | 1     | 3:28  | Austin, Stati Uniti        |                                                         |
| Sconfitta | 29-9–2  | Chael Sonnen       | Decisione (unanime)                  | UFC 109: Relentless                          | 6 febbraio 2010   | 3     | 5:00  | Las Vegas, Stati Uniti     | Eliminatoria per il titolo dei Pesi Medi UFC            |
| Vittoria  | 29–8-2  | Demian Maia        | KO (pugno)                           | UFC 102: Couture vs. Nogueira                | 29 agosto 2009    | 1     | 0:21  | Portland, Stati Uniti      |                                                         |
| Vittoria  | 28–8-2  | Wilson Gouveia     | KO Tecnico (colpi)                   | UFC 95: Sanchez vs. Stevenson                | 21 febbraio 2009  | 3     | 3:10  | Londra, Regno Unito        |                                                         |
| Vittoria  | 27–8-2  | Martin Kampmann    | KO Tecnico (colpi)                   | UFC 88: Breakthrough                         | 6 settembre 2008  | 1     | 1:22  | Atlanta, Stati Uniti       |                                                         |
| Sconfitta | 26-8–2  | Thales Leites      | Decisione (non unanime)              | UFC 85: Bedlam                               | 7 giugno 2008     | 3     | 5:00  | Londra, Regno Unito        |                                                         |
| Vittoria  | 26–7-2  | Jeremy Horn        | Sottomissione (ghigliottina)         | UFC 81: Breaking Point                       | 2 febbraio 2008   | 2     | 1:37  | Las Vegas, Stati Uniti     |                                                         |
| Sconfitta | 25-7–2  | Anderson Silva     | KO Tecnico (pugni)                   | UFC 73: Stacked                              | 7 luglio 2007     | 1     | 4:50  | Sacramento, Stati Uniti    | Per il titolo dei Pesi Medi UFC                         |
| Vittoria  | 25–6-2  | Dean Lister        | Decisione (unanime)                  | UFC Fight Night: Evans vs Salmon             | 25 gennaio 2007   | 3     | 5:00  | Hollywood, Stati Uniti     |                                                         |
| Vittoria  | 24–6-2  | Crafton Wallace    | Sottomissione (rear naked choke)     | Ortiz vs Shamrock 3 - The Final Chapter      | 10 ottobre 2006   | 2     | 1:14  | Hollywood, Stati Uniti     |                                                         |
| Vittoria  | 23–6-2  | Joe Doerksen       | Decisione (unanime)                  | UFC 58: USA vs Canada                        | 4 marzo 2006      | 3     | 5:00  | Las Vegas, Stati Uniti     |                                                         |
| Vittoria  | 22–6-2  | Ivan Salaverry     | Decisione (unanime)                  | UFC Ultimate Fight Night                     | 6 agosto 2005     | 3     | 5:00  | Las Vegas, Stati Uniti     | Debutto in UFC                                          |
| Vittoria  | 21–6-2  | Izuru Takeuchi     | Sottomissione (rear naked choke)     | Pancrase: Spiral 4                           | 1º maggio 2005    | 3     | 2:19  | Yokohama, Giappone         | Difende il titolo dei Pesi Medi Pancrase                |
| Vittoria  | 20–6-2  | Kazuo Misaki       | Decisione (unanime)                  | Pancrase: Brave 10                           | 7 novembre 2004   | 2     | 5:00  | Tokyo, Giappone            | Vince il titolo dei Pesi Medi Pancrase                  |
| Parità    | 19–6-2  | Eiji Ishikawa      | Parità                               | Pancrase: Brave 6                            | 22 giugno 2004    | 3     | 5:00  | Tokyo, Giappone            |                                                         |
| Sconfitta | 19-6–1  | Ricardo Almeida    | Sottomissione (ghigliottina)         | Pancrase: Hybrid 10                          | 30 novembre 2003  | 1     | 4:53  | Tokyo, Giappone            | Perde il titolo dei Pesi Medi Pancrase                  |
| Vittoria  | 19–5-1  | Yuji Hisamatsu     | Decisione (unanime)                  | Pancrase: Hybrid 8                           | 4 ottobre 2003    | 2     | 5:00  | Osaka, Giappone            |                                                         |
| Vittoria  | 18–5-1  | Steve Gomm         | Sottomissione (pugni)                | IFC: Global Domination                       | 6 settembre 2003  | 1     | 3:28  | Denver, Stati Uniti        |                                                         |
| Sconfitta | 17-5–1  | Keiichiro Yamamiya | Decisione (unanime)                  | Pancrase: 2003 Neo-Blood Tournament, Round 2 | 27 luglio 2003    | 3     | 5:00  | Tokyo, Giappone            |                                                         |
| Vittoria  | 17–4-1  | Izuru Takeuchi     | KO (pugni)                           | Pancrase: Hybrid 3                           | 8 marzo 2003      | 1     | 1:29  | Tokyo, Giappone            | Difende il titolo dei Pesi Medi Pancrase                |
| Vittoria  | 16–4-1  | Kiuma Kunioku      | KO (ginocchiata in salto)            | Pancrase: Spirit 9                           | 21 dicembre 2002  | 3     | 4:36  | Tokyo, Giappone            | Vince il titolo dei Pesi Medi Pancrase                  |
| Sconfitta | 15-4–1  | Izuru Takeuchi     | Decisione (unanime)                  | Pancrase: Spirit 7                           | 29 ottobre 2001   | 3     | 5:00  | Tokyo, Giappone            |                                                         |
| Vittoria  | 15–3-1  | Seiki Ryo          | Sottomissione (armbar)               | Pancrase: 2002 Neo-Blood Tournament, Round 2 | 28 luglio 2002    | 1     | 1:37  | Tokyo, Giappone            |                                                         |
| Vittoria  | 14–3-1  | Kazuo Misaki       | KO Tecnico (braccio rotto)           | Pancrase: Spirit 3                           | 25 marzo 2002     | 1     | 0:29  | Tokyo, Giappone            |                                                         |
| Sconfitta | 13-3–1  | Kiuma Kunioku      | Decisione (maggioranza)              | Pancrase: Proof 7                            | 1º dicembre 2001  | 3     | 5:00  | Yokohama, Giappone         | Perde il titolo dei Pesi Medi Pancrase                  |
| Vittoria  | 13–2-1  | Yuji Hoshino       | Sottomissione (triangolo)            | Pancrase: Proof 6                            | 30 ottobre 2001   | 3     | 2:13  | Tokyo, Giappone            | Difende il titolo dei Pesi Medi Pancrase                |
| Sconfitta | 12-2–1  | Gil Castillo       | Decisione (unanime)                  | IFC: Warriors Challenge 14                   | 18 luglio 2001    | 5     | 5:00  | California, Stati Uniti    |                                                         |
| Vittoria  | 12–1-1  | Masaya Kojima      | Sottomissione (armbar)               | Pancrase: Proof 3                            | 13 maggio 2001    | 1     | 1:45  | Tokyo, Giappone            |                                                         |
| Vittoria  | 11–1-1  | Hikaru Sato        | Sottomissione (rear naked choke)     | Pancrase: Proof 2                            | 31 marzo 2001     | 1     | 1:53  | Osaka, Giappone            |                                                         |
| Parità    | 10–1-1  | Kiuma Kunioku      | Parità                               | Pancrase: Trans 7                            | 4 dicembre 2000   | 1     | 20:00 | Tokyo, Giappone            | Difende il titolo dei Pesi Medi Pancrase                |
| Vittoria  | 10–1    | Shonie Carter      | Decisione (unanime)                  | Pancrase: 2000 Anniversary Show              | 24 settembre 2000 | 2     | 3:00  | Yokohama, Giappone         | Vince il titolo dei Pesi Medi Pancrase                  |
| Vittoria  | 9–1     | Kiuma Kunioku      | Decisione (unanime)                  | Pancrase: 2000 Anniversary Show              | 24 settembre 2000 | 1     | 10:00 | Yokohama, Giappone         | Torneo dei Pesi Medi King of Pancrase, Semifinale       |
| Vittoria  | 8–1     | Daiju Takase       | KO (ginocchiata)                     | Pancrase: Trans 4                            | 26 giugno 2000    | 2     | 1:30  | Tokyo, Giappone            | Torneo dei Pesi Medi King of Pancrase, Quarti di finale |
| Vittoria  | 7–1     | Anthony Washington | Sottomissione (pugni)                | Ring of Fire 1                               | 18 marzo 2000     | 1     | 3:01  | Denver, Stati Uniti        | Vince il campionato dei Pesi Medi Ring of Fire          |
| Sconfitta | 6–1     | Genki Sudo         | Sottomissione (armbar)               | Pancrase: Breakthrough 11                    | 18 dicembre 1999  | 1     | 13:31 | Yokohama, Giappone         | Debutto in Pancrase                                     |
| Vittoria  | 6–0     | David Harris       | Sottomissione (rear naked choke)     | Bas Rutten Invitational 4                    | 14 agosto 1999    | 1     | 15:01 | Stati Uniti                | Vince il campionato dei Pesi Leggeri BRI 4              |
| Vittoria  | 5–0     | Josh Groves        | Sottomissione (triangolo)            | Bas Rutten Invitational 4                    | 14 agosto 1999    | 1     | 1:49  | Stati Uniti                |                                                         |
| Vittoria  | 4–0     | Yves Edwards       | Sottomissione (heel hook)            | Bas Rutten Invitational 4                    | 14 agosto 1999    | 1     | 3:04  | Stati Uniti                |                                                         |
| Vittoria  | 3–0     | Jose Garcia        | Sottomissione (rear naked choke)     | Rumble in the Rockies                        | 7 giugno 1999     | 1     | 3:32  | Denver, Stati Uniti        | Vince il campionato Rumble In The Rockies               |
| Vittoria  | 2–0     | Josh Medina        | Sottomissione (triangolo di braccio) | Rumble in the Rockies                        | 7 giugno 1999     | 1     | 0:27  | Denver, Stati Uniti        |                                                         |
| Vittoria  | 1–0     | Mike Lee           | Sottomissione (rear naked choke)     | WVF: Durango                                 | 17 aprile 1999    | 2     | 2:13  | Durango, Stati Uniti       | Vince il campionato World Vale Tudo Federation          |